# Paninaro (sång)
Paninaro är en låt av den brittiska duon Pet Shop Boys. Den var ursprungligen b-sida på singeln Suburbia 1986 och finns med på b-sidesamlingen Alternative från 1995. Samma år släpptes en ny version, Paninaro '95, som singel. Den versionen är med på samlingen Pop Art från 2003.
Låten är en hyllning till den italienska ungdomskulturen Paninaro. Det är en av de få Pet Shop Boys-låtar där Chris Lowe står för merparten av sången.

## Paninaro '95
CD 1 (UK)
1. "Paninaro '95" (Extended Mix) – 7:30
2. "Paninaro '95" (Tin Tin Out Mix) – 7:47
3. "Paninaro '95" (Tracy's 12' Mix) – 8:30
4. "Paninaro '95" (Sharon's Sexy Boyz Dub) – 5:47
5. "Paninaro '95" (Angel Moraes' Deep Dance Mix) – 10:39

CD 2 (UK)
1. "Paninaro '95" – 4:10
2. "In the Night" – 4:24 (Arthur Baker Remix)
3. "Girls & Boys" (Pet Shop Boys live in Rio) – 5:04

12" (UK)
1. "Paninaro '95" (Tracy's 12" Mix) – 8:28
2. "Paninaro '95" (Sharon's Sexy Boyz Dub) – 5:47
3. "Paninaro '95" (Tin Tin Out Mix) – 7:47
4. "Paninaro '95" (Pet Shop Boys Extended Mix) – 7:30

12" #2 (UK)
1. "Paninaro '95" (Angel Moraes' Deep Dance Mix) – 10:39
2. "Paninaro '95" (Angel Moraes' Girls Boys in Dub) – 11:57
3. "Paninaro '95" (Angel Moraes' The Hot N Spycy Dub) – 9:35